# 缺陷追踪
缺陷追踪是在產品開發過程中，追蹤所有已登錄的缺陷，並且提供有修正缺陷新版產品的流程。缺陷追踪的過程包括檢測、质量控制及記錄客戶反饋等。缺陷追踪是软件工程中很重要的部份，因為複雜的軟體系統一般會有數十到上千個缺陷，因此要管理及評估這些缺陷，並且安排優先順序並不容易。當缺陷的量很大，或需要長期追踪缺陷的時候，利用缺陷跟踪管理系统會讓管理工作比較簡單一些